# Acetato de lítio
Acetato de lítio  (CH3COOLi) é um sal de lítio e ácido acético.

## Usos
Acetato de lítio é usado em laboratório como tampão eletroforese em gel de DNA e RNA.  Possui baixa condutividade elétrica.
Acetato de lítio também é usado para permeabilizar a parede celular de levedura para utilização no ADN de transformação . Acredita-se que o efeito benéfico de LiOAc é causada pelo seu efeito caotrópico ; desnaturante de ADN, ARN e proteínas.